# 다이애나 방
다이애나 방(영어: Diana Bang, 1981년 7월 3일 ~ )은 캐나다의 배우, 작가이다. 2014년 영화 《디 인터뷰》의 박숙인 역으로도 잘 알려져 있다.

## 출연 작품

### 영화
- 디 인터뷰 (2014)
- 커피 & 카림 (2020)

### 텔레비전
- 에일리언스 인 아메리카 (2008)
- 트룹 (2009)
- 프린지 (2010)
- 킬링 (2011)
- 컨티넘 (2012)
- 베이츠 모텔 (2014)
- 루시퍼 (2017)
- 베이비시터 클럽 (2020)
- 잭 모턴과 언더월드 (2020)
- 플래시 (2023)